# Maria Aurora (Aurora)
Pour les articles homonymes, voir Maria Aurora.
Maria Aurora est une municipalité de la province d'Aurora, aux Philippines.
On compte 40 barangays.
| - Alcala - Bagtu - Bangco - Bannawag - Barangay I (Pob.) - Barangay II (Pob.) - Barangay III (Pob.) - Barangay IV (Pob.) - Baubo - Bayanihan - Bazal - Cabituculan East - Cabituculan West - Debucao | - Decoliat - Detailen - Diaat - Dialatman - Diaman - Dianawan - Dikildit - Dimanpudso - Diome - Estonilo - Florida - Galintuja - Cadayacan | - Malasin - Quirino - Ramada - San Joaquin - San Jose - San Leonardo - Santa Lucia - Sto. Tomas - Suguit - Villa Aurora - Wenceslao - San Juan |